# Della (wodospad)
Della (Della Falls) – wodospad położony na rzece Della, w Kanadzie, w Kolumbii Brytyjskiej, wysokości 440 metrów.